# National League 1888
National League 1888 var den 13. sæson i baseballligaen National League, og ligaen havde deltagelse af otte hold, der hver skulle spille 140 kampe i perioden 20. april – 13. oktober 1888.
Mesterskabet blev vundet af New York Giants, som vandt 84 og tabte 47 kampe, og som dermed vandt National League for første gang.

## Resultater
| Plac. | Hold                    | Kampe | Vundne | Uafgj. | Tabte | Proc.  |
| ----- | ----------------------- | ----- | ------ | ------ | ----- | ------ |
| 1.    | New York Giants         | 138   | 84     | 7      | 47    | 64,1 % |
| 2.    | Chicago White Stockings | 136   | 77     | 1      | 58    | 57,0 % |
| 3.    | Philadelphia Phillies   | 131   | 69     | 1      | 61    | 53,1 % |
| 4.    | Boston Beaneaters       | 137   | 70     | 3      | 64    | 52,2 % |
| 5.    | Detroit Wolverines      | 134   | 68     | 3      | 63    | 51,9 % |
| 6.    | Pittsburgh Alleghenys   | 138   | 66     | 4      | 68    | 49,3 % |
| 7.    | Indianapolis Hoosiers   | 136   | 50     | 1      | 85    | 37,0 % |
| 8.    | Washington Nationals    | 136   | 48     | 2      | 86    | 35,8 % |